# Dendrocryphaea gorveana
Dendrocryphaea gorveana là một loài Rêu trong họ Cryphaeaceae. Loài này được (Mont.) Paris & Schimp. miêu tả khoa học đầu tiên năm 1905.